# Diocèse de Lubbock
Le diocèse de Lubbock (latin : Dioecesis Lubbokensis) est un diocèse catholique situé au Texas (États-Unis). Créé en 1983, il recouvre 25 comtés de régions de Llano Estacado et des Rolling Plains, dans le nord-ouest du Texas. Il compte 136 894 catholiques réunis dans 63 paroisses (selon le recensement américain de 2010).

## Histoire
Le 25 juin 1983, le Saint-Siège érige le diocèse de Lubbock, et le pape Jean-Paul II nomme à sa tête Michael J. Sheehan. Le territoire du diocèse est constitué de comtés relevant auparavant du diocèse d'Amarillo (au nord) et du diocèse de San Angelo (au sud). Comme ces deux diocèses, il appartient à la province ecclésiastique de San Antonio. 

## Évêques

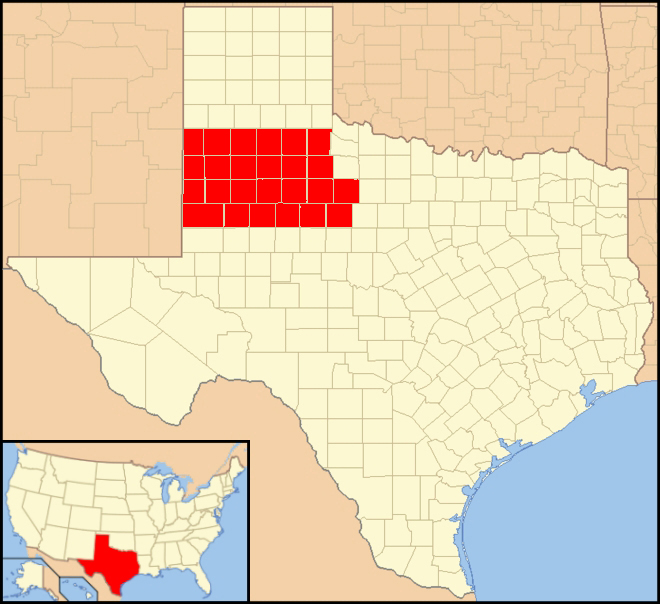
Le diocèse de Lubbock est l'un des 15 diocèses texans et couvre une partie du nord-ouest de l'État.

Les armoiries du diocèse : la croix et la couronne représente le Christ-Roi, patron du diocèse; la fleur blanche sur fond noir symbolise le pétrole et la fleur de coton, les principales ressources économiques de la région.

## Paroisses
| Ville       | Paroisse                     |
| ----------- | ---------------------------- |
| Abernathie  | Saint Isidore                |
| Anson       | Saint Michel                 |
| Anton       | Saint Antoine                |
| Aspermont   | Sainte Marie                 |
| Brownfield  | Saint Antoine                |
| Crosbyton   | Saint Joseph                 |
| Denver City | Saint Guillaume              |
| Earth       | Sainte Marie-Madeleine       |
| El Ranchito | Sacre Coeur                  |
| Floydada    | Sainte Marie-Madeleine       |
| Hale Center | Sainte Thérèse               |
| Hamlin      | Sainte-Trinité               |
| Haskell     | Saint George                 |
| Hermleigh   | Saint Jean                   |
| Idalou      | Saint Philippe Benizi        |
| Jayton      | Église de l'Épiphanie        |
| Lamesa      | Notre-Dame de Guadalupe      |
| Lamesa      | Sainte Marguerite-Marie      |
| Levelland   | Saint Michel                 |
| Littlefield | Sacré-Cœur                   |
| Lockney     | Saint Joseph                 |
| Lorenzo     | Saint Laurent (San Lorenzo)  |
| Lubbock     | Cathédrale du Christ Roi     |
| Lubbock     | Saint-Esprit                 |
| Lubbock     | Notre-Dame de Grâce          |
| Lubbock     | Notre-Dame de Guadalupe      |
| Lubbock     | Sainte Élisabeth             |
| Lubbock     | Saint John Neumann           |
| Lubbock     | Saint Jean Baptiste          |
| Lubbock     | Saint Joseph                 |
| Lubbock     | Saint Patrick                |
| Lubbock     | Sainte Thérèse               |
| Matador     | Notre-Dame de Guadalupe      |
| Morton      | Sainte Anne                  |
| Muleshoe    | Immaculée Conception         |
| New Deal    | Notre Dame Reine des Apôtres |
| O'Donnell   | Saint Pie X                  |
| Olton       | Saint Pierre                 |
| Paducah     | Sainte Élisabeth             |
| Pep         | Saint Philippe Neri          |
| Petersburg  | Sacré-Cœur                   |
| Plains      | Sacré-Cœur                   |
| Plainview   | Notre-Dame de Guadalupe      |
| Plainview   | Sacré-Cœur                   |
| Plainview   | Sainte Alice                 |
| Post        | Sainte Croix                 |
| Ralls       | Saint Michel                 |
| Ropesville  | Saint François d'Assise      |
| Rotan       | Saint Joseph                 |
| Seagraves   | Saint Paul                   |
| Seminole    | Saint James                  |
| Shallowater | Saint Philippe Benizi        |
| Slaton      | Notre-Dame de Guadalupe      |
| Slaton      | Saint Joseph                 |
| Snyder      | Notre-Dame de Guadalupe      |
| Snyder      | Sainte Élisabeth             |
| Spur        | Sainte Marie                 |
| Stamford    | Sainte Anne                  |
| Stundown    | Saint Isidore (San Isidro)   |
| Tahoka      | Saint Jude                   |
| Wilson      | Saint-Sacrement              |
| Wolfforth   | Saint François d'Assise      |
| Woodrow     | Saint Raymond (San Ramon)    |

## Écoles catholiques du diocèse

### École secondaire
- École cathédrale Christ-Roi, Lubbock

### Écoles primaires
- Christ-Roi, Lubbock

### Anciennes écoles
- Sainte-Elisabeth, Lubbock (1949 - 1955)
- Saint-Pierre, Lubbock (1962 - 1964)
- Saint-Joseph, Slaton (1918 - 30 juin 2017)

## Sources
- Fiche du diocèse sur Catholic-Hierarchy

## Voir également
- Église catholique aux États-Unis
- Liste des juridictions catholiques aux États-Unis